# أفونسو مارتينز
أفونسو مارتينز (بالبرتغالية: Afonso Paulo Martins da Agra‏) (11 أبريل 1973 بوفوا دي فارزيم البرتغال - ) هو لاعب كرة قدم برتغالي يلعب كلاعب وسط، شارك في الألعاب الأولمبية الصيفية 1996.

## روابط خارجية
- أفونسو مارتينز على موقع الاتحاد الدولي (مؤرشف)  (الإنجليزية)
- أفونسو مارتينز على موقع قاعدة بيانات كرة القدم.إي يو (الإنجليزية)
- أفونسو مارتينز على موقع أوليمبيديا (الإنجليزية)